# Progressione del record olimpico dei 5000 metri piani maschili
La tabella sottostante riporta la progressione del record olimpico nella specialità dei 5000 metri piani maschili.

## Progressione
| Tempo     | Atleta          | Paese            | Luogo       | Data              | Note            |
| --------- | --------------- | ---------------- | ----------- | ----------------- | --------------- |
| 14'36"6   | Jean Bouin      | Francia          | Stoccolma   | 10 luglio 1912    | Record mondiale |
| 14'31"1/5 | Paavo Nurmi     | Finlandia        | Parigi      | 10 luglio 1924    |                 |
| 14'30"0   | Lauri Lehtinen  | Finlandia        | Los Angeles | 5 agosto 1932     |                 |
| 14'30"0   | Ralph Hill      | Stati Uniti      | Los Angeles | 5 agosto 1932     |                 |
| 14'22"2   | Gunnar Höckert  | Finlandia        | Berlino     | 7 agosto 1936     |                 |
| 14'17"6   | Gaston Reiff    | Belgio           | Londra      | 2 agosto 1948     |                 |
| 14'15"4   | Herbert Schade  | Germania         | Helsinki    | 22 luglio 1952    |                 |
| 14'06"6   | Emil Zátopek    | Cecoslovacchia   | Helsinki    | 24 luglio 1952    |                 |
| 13'39"6   | Vladimir Kuc    | Unione Sovietica | Melbourne   | 28 novembre 1956  |                 |
| 13'31"8   | Emiel Puttemans | Belgio           | Monaco      | 7 settembre 1972  |                 |
| 13'26"4   | Lasse Virén     | Finlandia        | Monaco      | 10 settembre 1972 |                 |
| 13'20"34  | Brendan Foster  | Regno Unito      | Montréal    | 28 luglio 1976    |                 |
| 13'05"59  | Saïd Aouita     | Marocco          | Los Angeles | 11 agosto 1984    |                 |
| 12'57"52  | Kenenisa Bekele | Etiopia          | Pechino     | 23 agosto 2008    |                 |